# Brea de Aragón
Brea de Aragón è un comune spagnolo di 1 999 abitanti situato nella comunità autonoma dell'Aragona.